# Castelo Stanely

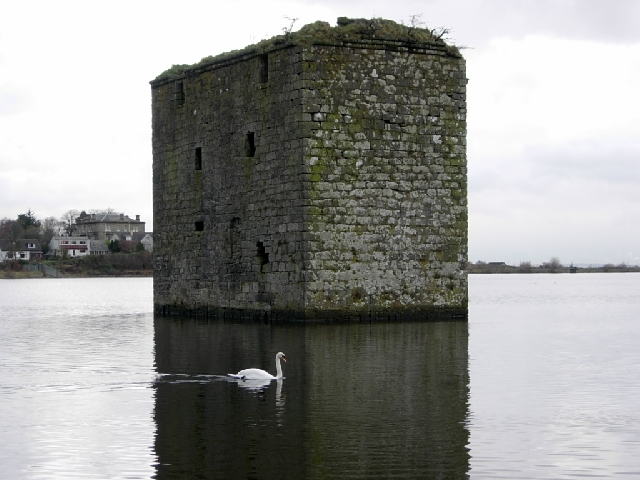
Castelo Stanely, Escócia.

O Castelo Stanely (em língua inglesa Stanely Castle) é um castelo em ruínas localizado em Paisley, Renfrewshire, Escócia.
Encontra-se classificado na categoria "B" do "listed building" desde 26 de fevereiro de 1971.